# Channichthys velifer
Channichthys velifer es una especie de pez con aletas radiadas del género Channichthys, de la familia Channichthyidae, orden Perciformes. Fue publicada por Meisner en 1974.

## Descripción
Mide 49,0 cm de longitud estándar.

## Distribución
Se distribuye por el océano Austral: endémico de la meseta de Kerguelen. Puede alcanzar desde 125 hasta 150 m de profundidad.